# Harold Lowe
Harold Godfrey Lowe (21 de novembre del 1882 - 12 de maig del 1944), fou un comandant i capità de fragat britànic i el cinquè oficial del RMS Titanic.

## Biografia

### Joventut i inici a laWhite Star
Harold Lowe va néixer a Eglwys Rhos, a Gal·les, el 21 de novembre del 1882. És el tercer dels vuit fills de George i Harriet Lowe. Estudia a l'escola de Barmouth, fins que el seu pare decideix fer-lo seguir un aprenentatge amb un home de negocis de Liverpool. Això, tanmateix, no correspon amb els desitjos del jove Lowe, qui rebutja "treballar al servei de qualsevol sense contrapartida" i vol "que el paguin pel seu treball".
Amb catorze anys, s'enrola a la marina, i comença sent noi de cabina. Va pujant ràpidament els esglaons i, després de cinc anys a la costa de l'Àfrica Occidental, obté el certificat d'oficial. Això li permet posar-se al servei d'una companyia marítima més prestigiosa. Finalment és contractat per la White Star Line el 1911.
Comença el servei al Tropic i al Belgic com a tercer oficial. Aquests dos navilis no serveixen per a la línia transatlàntica, així que Lowe no viatja a l'Atlàntic nord fins al 1912, a bord del Titanic. Durant els seus començaments, es forja una reputació d'home amb una forta personalitat.

### Cinquè oficial delTitanic

#### Embarcament i travessia

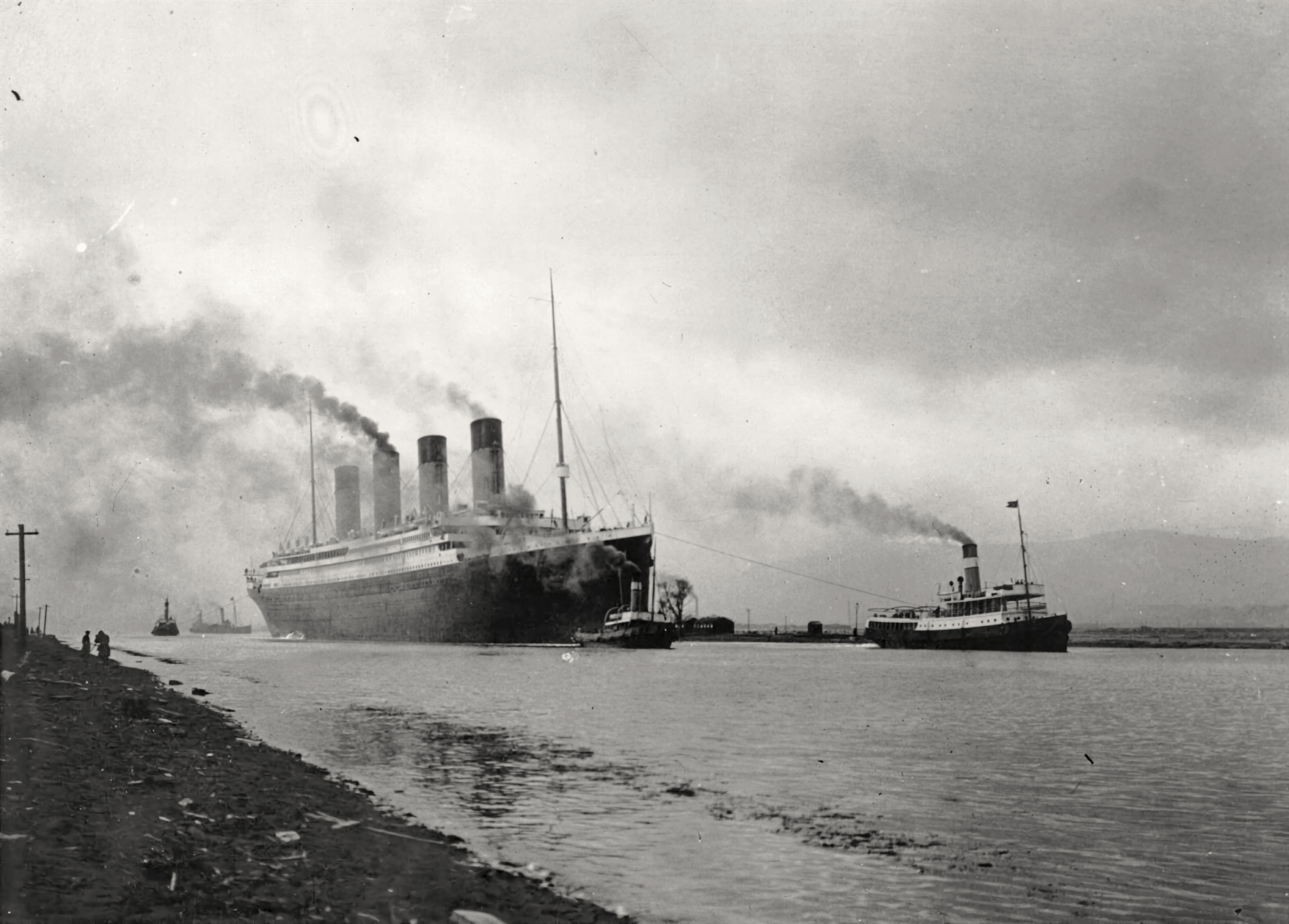
El Titanic surt a fer assaigs al mar, en els quals participar Lowe

L'abril del 1912, Lowe és destinat a l'últim paquebot de la White Star Line: el Titanic, com a cinquè oficial. Amb els tres altres oficials, Herbert Pitman, Joseph Boxhall i James Moody, és convocat a les oficines de la companyia a Liverpool el 26 de març, per viatjar immediatament a les drassanes Harland & Wolff de Belfast, on es troba el navili. Els oficials s'hi han de reunir per participar els assaigs en mar, l'1 d'abril. A causa del mal temps, els assaigs s'escurcen i s'ajornen al 2.
El navili surt d'Irlanda des de Southampton el 4 d'abril. La sortida és prevista per a dimecres 10 d'abril al migdia. Aquell dia, l'inspector del Board of Trade, Maurice Clarke, demana fer provar dos bots salvavides del Titanic. Lowe i Moody s'embarquen cadascun a la proa de les embarcacions, amb alguns mariners. La maniobra ofereix poc interès, en la mesura que no reprodueix les circumstàncies d'una evacuació en alta mar. A més a més, els bots salvavides no es proven amb tota la càrrega possible.
Quan el vaixell surt del port, Lowe es troba a la passarel·la de navegació, al costat del quart oficial, Boxhall, del comandant Edward Smith, i del pilot George Bowyer. Lowe és l'únic oficial que no ha fet servei a la línia transatlàntica, i se sent relativament exclòs: la resta es coneixien, i ja havien treballat junts. Mentre que els tres oficials senior fan un servei de quatre hores, i vuit hores de repòs, els oficials junior treballen de dos en dos i alternen quatre hores de pausa i quatre hores de feina. Lowe treballa amb Pitman. Mentre un d'ells ajuda l'oficial senior, l'altre s'instal·la al timó i dirigeix el quartier-maître en servei. Llavors, cada oficial tenia responsabilitats diferents. Lowe, i Moody, s'encarregaven de les pujades de temperatura de l'aigua i de l'aire.

#### Naufragi
El 14 d'abril, el vespre del naufragi, els tres oficials de guàrdia són William Murdoch, Joseph Boxhall i James Moody. Harold Lowe no està de servei, perquè va ser rellevat per Moody a les 20.00h. En el moment de la col·lisió amb l'iceberg, a les 23.40h, és a la seva cabina. La col·lisió no el fa despertar, ni tampoc el soroll ensordidor del vapor expulsat amb força per les xemeneies.
Quan es desperta, prop de les 24.15h, constata que hi ha persones deambulant amb armilles salvavides. Abans de sortir de la cabina, agafa el seu revòlver, tot considerant "no se sap mai quan pot ser necessari". Poc després, participa en el carregament del primer bot salvavides, el número 7. Lowe s'encarrega immediatament de fer baixar el bot número 5. Joseph Bruce Ismay s'apropa, histèric, cirdant: "Baixeu-lo més de pressa! Baixeu-lo més de pressa!" L'oficial li respon: "Si foteu el camp d'aquí, aconseguiré potser fer alguna cosa! Voleu que el baixi més de pressa? Fareu que s'ofeguin tots!" Sense respondre, Ismay se'n va a ajudar al carregament d'un altre bot. · .
Més tard, Lowe ajuda al carregament del bot número 14 i hi embarca a 1.30h per prendre'n el comandament. Quan el bot és gairebé ple, uns passatgers que no entenen l'anglès (Lowe pensa que són italians) intenten embarcar-hi. Lowe treu llavors la seva arma i dispara diverses vegades, tot amenaçant d'"abatre com un gos qualsevol que salti al bot". S'assegura, tanmateix, que ningú no ha estat ferit pels seus trets.

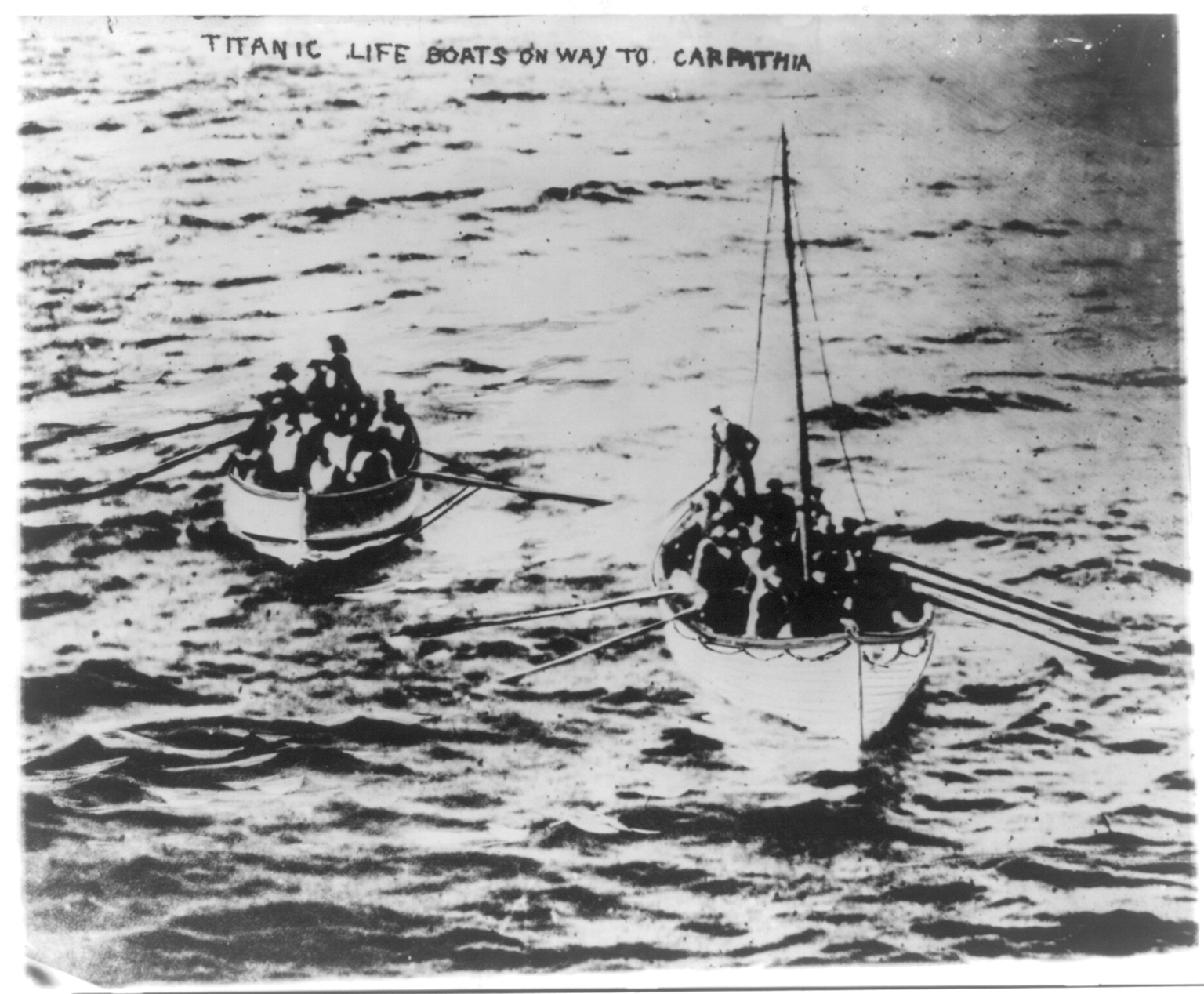
Els bots salvavides es dirigeixen cap al Carpathia (a la dreta el bot n.14, i a l'esquerra, el D). Es distingeix Harold Lowe agafant la barra al bot n.14.

Després de la baixada del bot, Lowe allunya l'embarcació del Titanic. Després de la desaparició del vaixell, a 2.20h, ajunta el bot amb el número 12, el 10 i el D. Traspassa els passatgers del seu bot als altres, per tal de disposar d'una embarcació buida per tornar a buscar possibles supervivents. Al llarg de les operacions, Lowe, exasperat per la lentitud dels passatgers, es deixa emportar de vegades. Descobreix que un home ha embarcat al bot tot disfressat amb un xal, i instal·la l'autor de l'engany en una altra embarcació sense fer-ne comentaris.
Surt immediatament a buscar nàufrags supervivents. No obstant això, poc abans d'arribar al lloc de la tragèdia, demana d'aturar el bot, esperant que els supervivents siguin menys, perquè no facin enfonsar el bot salvavides. Quan reprèn la marxa, rescata tres persones, una de les quals mor ràpidament. Quan el bot s'atura prop d'unes restes sobre les quals hi havia un passatger asiàtic, es mostra reticent a ajudar-lo, tot declarant: "Quina utilitat? És mort, es veu, i si no ho és, n'hi ha d'altres que val més salvar abans que un japonès!".
L'home, tanmateix, és rescatat. A continuació, el bot espera massa temps, i no troba res més que un mar de cadàvers. Lowe segueix, tot i així, la recerca i en rescata un quart supervivent, un cambrer que s'havia refugiat sobre un tauló de fusta. Més tard, el mariner xinès que Lowe havia rescatat agafa un rem i ajuda a la maniobra, obligant l'oficial a disculpar-se per les seves declaracions descorteses. Tot i que Lowe és l'únic que va tornar al lloc del naufragi, també és l'únic que va instal·lar el masteler i la vela de la seva embarcació. De camí cap al Carpathia, remolca el bot salvavides D, que tenia dificultats, ja que s'estava enfonsant.

### Final de la seva carrera
Harold Lowe declara al cinquè dia de la investigació americana davant el senador William Alden Smith. Durant l'interrogatori, Smith adopta una actitud que li val nombroses crítiques i mofes. Quan interroga Lowe, li fa diverses vegades les mateixes preguntes. Així doncs, quan el senador li demana de què està compost un iceberg, l'oficial només respon: "De glaç, Senyor". Del mateix mode, Smith demana diverses vegades si coneixia la posició del Titanic després de les 20.00h el vespre del naufragi, i l'oficial repeteix que no estava de servei.
A principis de maig, torna, amb Joseph Bruce Ismay i els tres altres oficials que van sobreviure (Lightoller, Pitman i Boxhall) al Regne Unit a bord de l'Adriatic per participar en la investigació duta a terme per Lord Mersey.
Es desconeixen moltes coses sobre la seva vida després del naufragi. Quan torna a Barmouth, 1.300 persones participen en una recepció al seu honor, al llarg de la qual li ofereixen un rellotge d'or en recompensa dels seus actes. El 1913 es casa amb Ellen Marion Whitehouse, i té dos fills. Continua la seva carrera en la marina mercant, però no hi obté cap comandament, així com els altres oficials supervivents. Durant la Primera Guerra Mundial, serveix a la Royal Navy, i ateny el rang de capità de reserva.
Finalment, Lowe es jubila per ocupar-se de la seva família i s'instal·la a Gal·les. Mor el 12 de maig del 1944 amb 61 anys.